# Nany Tovar
Nany Tovar, gebürtig Karla Anais López, auch bekannt als Karla López und Karla Spice (Modeltätigkeit im Web), (* 12. September 1987 in Caracas) ist eine venezolanische Schauspielerin und ein Model.

## Anfänge als Model und im Fernsehen
Karla Anais López begann ihre Laufbahn 2005 als Model für Bademoden. In der Folgezeit wurden zahlreiche Fotos (auch ein Cover) mit dem 1,72 Meter messenden Nachwuchsmodel vor allem in dem Magazin Urbe Bikini veröffentlicht.
Im Jahr darauf gab sie ihr Debüt beim Fernsehen. Ebenfalls 2006 erregte Karla López erstmals größere Aufmerksamkeit durch ihre Mitwirkung in der Comedy-Show Radio Rochela. Hier konnte sie auch ihr komisches Talent zeigen, wurde aber rasch auf den Part der simplen Sexbombe festgelegt. Wie sie 2007 in einem Interview mit der Reporterin Arlynne Hernández für das venezolanische Magazin Ronda erklärte, war sie dieser Festlegung recht bald überdrüssig: „Dass ich Rochela verlassen habe, war meine Entscheidung. Alle waren sehr traurig, aber ich wollte mich nicht länger auf die Rolle der komischen Sexbombe festlegen lassen. Ich bin gegangen, um noch andere Möglichkeiten auszuprobieren.“

## Website Karla Spice
Daraufhin eröffnete sie ihre eigene, kostenpflichtige Website unter dem Signum Karla Spice, die am 5. November 2006 ins Netz ging. Da der Betreiber ihrer Website auch pornografische Inhalte mit anderen Models publizierte, geriet López in ihrem Heimatland rasch ins Kreuzfeuer öffentlicher Kritik. Daraufhin erklärte sie im Ronda-Magazin verteidigend: „Auf meiner Website gibt es nur künstlerisch anspruchsvolle Nacktaufnahmen“. Ein weiterer Ronda-Artikel derselben Reporterin aus demselben Jahr stellte unter Titel: „Karla enthüllt sich im Web“ ihren enormen Erfolg als eine von ihrer weltweiten Anhängerschaft häufig angeklickte Internet-Schönheit heraus und unterstrich dies noch durch die Unterzeile: „Das Schauspieler-Model verspricht die Protagonistin der regen Phantasien ihrer Fans zu werden.“
Über ihre Tätigkeit als Internet-Model mit eigener Website hinaus arbeitete López 2007 auch weiterhin im Bereich des klassischen Modefotos und nahm nebenbei an einem Schönheitswettbewerb (Concurso iberoamericano de bellezas) teil. Im Dezember desselben Jahres ließ sie sich für den Kalender Chicas Lider 2008 ablichten, ihr Foto zierte das September-Blatt.
Im Rahmen zweier sog. Live Photoshoots im Frühjahr und Herbst 2008 stellte sie sich erstmals ihren Fans vor. An diesen Veranstaltungen nahmen auch die Models Maria Laura Mederos, eine Freundin Karlas, Karla Osuna und Ruth Medina teil; Kolleginnen, mit denen sie zuvor bereits mehrfach für Fotositzungen und Videoaufnahmen vor der Kamera posiert hatte. Im Juni 2008 nahm López erstmals regulären Schauspielunterricht und trat erneut in Fernsehshows auf.

## Weitere Aktivitäten
2009 kündigte Karla López an, in Caracas einen Schönheitssalon zu eröffnen. In den ersten Wochen des Jahres 2010 beendete sie ihre Website-Tätigkeit und konzentriert sich seitdem auf die klassische Modefotografie sowie auf die Schauspielerei. Ebenfalls 2010 absolvierte sie einen kurzen Auftritt in dem Videoclip Me gustas tu von Kent „El Illuminatti“ feat. Nacho.

## Schauspieltätigkeit als Nany Tovar
Nach dem Ende ihrer Modeltätigkeit im Jahr 2010 nahm sie, in Anlehnung an den Geburtsnamen ihrer Mutter Isabel Tovar, den Künstlernamen Nany Tovar an und begann als Schauspielerin zu arbeiten. Bevorzugtes Tätigkeitsfeld wurden venezolanische Telenovelas. Von Juni 2011 bis März 2012 konnte man sie in Natalia del Mar erstmals mit einer durchgehenden Rolle sehen: sie spielte das Haus- und Dienstmädchen Sandra Pérez. Mit Las bandidas schloss sich seit November 2012 eine weitere Telenovela an. Hier verkörperte die Künstlerin die Julia. Mit Nora folgte 2013 die dritte Telenovela mit durchgehender Rolle. Nach mehrjähriger Babypause kehrte sie 2017 mit einer neuen Telenovela auf den Bildschirm zurück.
Angewidert von der Maduro-Diktatur und ohne Anschlussrollen bleibend, entschloss sich Tovar wie viele ihrer Landsleute, mit ihrer Familie (Gatte und zwei Kinder) Ende der 2010er Jahre ihre venezolanische Heimat zu verlassen. Nach einem Jahr im kolumbianischen Bogota, wo sie ihre schauspielerischen Fähigkeiten verbesserte, übersiedelte die Familie nach Spanien und ließ sich in Barcelona nieder. Hier gelang Nany Tovar 2022 mit einer Nebenrolle der Sprung in das Kinofilmgeschäft.

## Privates
Nany Tovar wurde am 16. Februar 2008 Mutter eines Sohnes und hat 2011 geheiratet. Am 9. Juni 2015 kam ihr zweites Kind, ebenfalls ein Sohn, zur Welt.

## Filmografie (Fernsehen)
- 2006: Atrévete a soñar
- 2006: Radio Rochela (TV Sketchshow)
- 2008: Noche de perros (Show)
- 2009: Esto es lo que hay
- 2010: Que el cielo me explique (Telenovela)
- 2011/12: Natalia del Mar (Telenovela, durchgehende Rolle)
- 2012/13: Las bandidas (Telenovela, durchgehende Rolle)
- 2013/14: Nora (Telenovela, durchgehende Rolle)
- 2017: Ellas aman, ellos mienten (Telenovela, durchgehende Rolle)
- 2022: Calladita (Kino)
- 2025: Física o química: La nueva generación (Serie, mehrere Folgen)